# Toky uhlíku

Keelingova křivka: Koncentrace oxidu uhličitého (měřeno na Mauna Loa na Havaji). Antropogenní nárůst CO_{2} je zvlněn sezónními oscilacemi (cyklus nárůstu a rozkladu vegetace). Maximum je každý rok, když je na severní polokouli pozdní jaro, koncentrace pak čtyři měsíce klesá během nejprudší fáze vegetačního období, jak rostliny odstraňují část atmosférického CO_{2}. Od konce roku 2016 jsou koncentrace již stále nad hodnotou 0,4 ‰, v 70. letech to byla jen třetina promile – to by byla koncentrace bezpečná.

Toky uhlíku existují přirozené, ty lze označit jako uhlíkové koloběhy. Lidstvem způsobený tok ale nemá charakter cyklu, je to jednosměrný tok ze zásobníků, v nichž byl uhlík fixován, do ovzduší. Polovina oxidu uhličitého takto přidaného do ovzduší se pak rozpouští v oceánech či se zatím ukládá do rostoucí biomasy různých lesů. Toky uhlíku je výstižné označení, kterým je většinou vhodné nahrazovat sousloví koloběh uhlíku; to totiž zastírá skutečnost, že užívání fosilních paliv je neudržitelné.

## Uhlík dříve
Uhlík je prvek periodické soustavy prvků, který lze považovat za základní stavební kámen veškerých organických sloučenin.
Jeho cirkulaci těly rostlin, živočichů, vzduchem a prostředím organismů, tj. půdou či vodou, opírající se o fotosyntézu, můžeme označit jako biogenní uhlíkový cyklus.
Uhlík se vyskytuje na Zemi téměř všude, v živé i neživé přírodě. Nejvíce je ho zastoupeno v minerálech, zejména v uhličitanech, dále je vázán v sedimentech obsahujících nezoxidovaný uhlík. Jak těch, které jej obsahují velký podíl (uhlí a porézní sedimenty s ropou a zemním plynem), tak i v těch, kde jen přispívá k tomu, že jsou tmavé (např. jíly či břidlice). Ve formě CO2 je zastoupen i v atmosféře, mnohem více pak v rozpuštěné podobě v oceánech.
Uhlík (a jeho sloučeniny) se dříve pohyboval téměř jen v kolobězích, kdy odnikud neubýval a zároveň se ani nikde nehromadil, což vedlo k ustálenému stavu. Slovem "téměř" naznačujeme, že se množství uhlíku obsažené v různých zásobnících přece jen měnilo. Například z ovzduší se jej během geologických dob přemístilo ohromné množství do sedimentů. Ale zejména na konci prvohor se jej vlivem vulkanického ohřevu uhelných slojí část vrátila do ovzduší, což vedlo k prudkému oteplení. Během třetihor převažovalo zvětrávání hornin nad vulkanismem, čímž koncentrace oxidu uhličitého v ovzduší klesala a tím klesaly i teploty. Kratší výkyvy koncem třetihor a ve čtvrtohorách vznikaly přesunem CO2 především z oceánu do ovzduší (oteplení, nástup interglaciálu) a pak zase zpět (nástup glaciálu).
Tento stav, zejména v holocénu značně ustálený, panoval do doby, kdy člověk začal hojně zasahovat do přirozeného vývoje Země. V současnosti je množství oxidu uhličitého v atmosféře nejvyšší přinejmenším od doby miocénu před 23 miliony let.

## Tok uhlíku do atmosféry způsobený lidskou činností
Nejvýrazněji člověk klima ovlivňuje těžbou a následným spalováním fosilních paliv, jako je ropa, zemní plyn či uhlí, ročně je to asi 10 Gt uhlíku (častěji se udává hmotnost vzniklého CO2, ta je 3,67x větší). O řád nižší množství, 1 Gt uhlíku ročně, dodá člověk do atmosféry odlesňováním a degradací půd, k čemuž dochází zejména kvůli rozšiřování zemědělských ploch.

## Propady uhlíku v důsledku lidské činnosti
Propady uhlíku vznikají narůstáním biomasy některých tropických či severských lesů. To je způsobeno snazší dostupností uhlíku pro rostliny vlivem jeho zvýšené koncentrace v ovzduší, hnojením biosféry přidanými dusíkatými sloučeninami z atmosféry; mimo tropy pak také delší vegetační sezónou vlivem oteplení. Díky fotosyntéze se tak z ovzduší ukládají tři gigatuny uhlíku ročně. Stejné množství uhlíku odebírají z atmosféry oceány – v ovzduší je nyní přetlak CO2 oproti jeho koncentraci v oceánech, takže se v jejich vodách rozpouští, což má však za důsledek okyselování mořské vody. Zatímco první z propadů může pokračovat nejvýše desítky let (možná hmotnost lesů má svůj horní limit), propad do oceánů bude probíhat, dokud se koncentrace v ovzduší a oceánech nevyrovnají, což by trvalo až sto tisíc let, pokud bychom CO2 z ovzduší neodebrali uměle.

## Geologický oběh uhlíku
Geologický oběh uhlíku souvisí s produkcí uhlíku do ovzduší v důsledku sopečné činnosti. Jedná se však pouze o 0,1 Gt ročně, což je v porovnání s množstvím uhlíku, který se dostává do ovzduší v důsledku lidské činnosti, pouhá setina (krátkou přednášku o tom viz). Na dno oceánů se také ukládá vápenec a organický uhlík, rovněž 0,1 Gt ročně. V důsledku pohybu litosférických desek dochází k podsouvání mořského dna a opětovnému uvolnění téhož množství uhlíku vulkanismem. Z ovzduší do oceánů se přitom uhlík geologicky dostává zvětráváním minerálů, především živců na karbonáty. Proměny teplot během desítek miliónů let jsou způsobeny tím, zda převládá zvětrávání či vulkanické či vulkanismem vyvolané emise.

## Návrat ke koloběhu
Oxidu uhličitého v ovzduší přibylo za poslední stovky let již téměř o polovinu, viz animaci NASA. Stoupající vlnovka v grafu atmosférických koncentrací od padesátých let se jmenuje Keelingova křivka – vlnky představují přírodní výkyvy koloběhu, stoupání je výsledek toku způsobeného lidstvem.
Aby jednosměrný antropogenní tok uhlíku ze sedimentů do CO2 v ovzduší skončil a pokud možno se obrátil, je třeba změnit přístup široké veřejnosti k celkovému způsobu života. Znamená to nejen přestat využívat fosilní paliva a energii získávat z obnovitelných zdrojů, které produkují CO2 v mnohem menším množství (hospodářské využívání dřevin), nebo v lepším případě vůbec, ale také ukládat část uhlíku nahromaděného fotosyntézou do nějakých sedimentů, např. i jako biouhel do půd, či nechat některé dnes zemědělsky využívané krajiny samovolnému vývoji (obnova mokřadů, o níž se píše např. v konceptu Zero Carbon Britain). Tim by bylo možné kompenzovat emise z výroby portlandského cementu, bez něhož se lze těžko obejít.
Trvale udržitelná civilizace by byla až taková, která využívá jen toky látek a energie tak jako tak probíhající nebo takové, které mají skutečně povahu cyklu, tj. využívají se znovu a znovu. Taková, v níž se nehromadí odpad. Množství odpadu v případě oxidu uhličitého již přesáhlo bezpečné meze, podobně jako v případě reaktivních sloučenin dusíku.